# Sarah Gilman
Sarah Gilman (ur. 18 stycznia 1996 w Los Angeles) – amerykańska aktorka znana głównie z roli Delii Delfano w serialu wyprodukowanym przez Disney Channel To nie ja.

## Życiorys
Gilman rozpoczynała swoją karierę aktorską w teatrach, gdy dostała główne role w kilku musicalach, m.in. Narnia, Jesteś dobrym człowiekiem, Charlie Brown i Alice. Zadebiutowała jako Margaret w wyprodukowanym w 2011 roku krótkometrażowym filmie Hold for Laughs.
Jej dorobek telewizyjny obejmuje wiele krajowych reklam oraz kilka gościnnych występów w serialach takich jak Marvin Marvin czy Do białego rana, a także powracającą rolę w serialu Ostatni prawdziwy mężczyzna.

## Filmografia
| Rok     | Film                        | Rola             | Notatka                                    |
| ------- | --------------------------- | ---------------- | ------------------------------------------ |
| 2011    | Hold for Laughs             | Margaret         | film krótkometrażowy                       |
| 2012    | Do białego rana             | Jamie            | odcinek Baby Fever                         |
| 2012-15 | Ostatni prawdziwy mężczyzna | Cammy            | 6 odcinków                                 |
| 2013    | Marvin Marvin               | Hailey           | odcinek Double Date                        |
| 2014    | Kroll Show                  | córka Cardoniego | odcinek Sponsored by Stamps                |
| 2014-   | To nie ja                   | Delia Delfano    | główna rola Disney Channel Original Series |
| 2015    | Jessie                      | Delia Delfano    | odcinek The Ghostest with the Mostest      |